# 검은 양
〈검은 양〉(黒い羊 쿠로히츠지[*])은 일본의 여성 아이돌 그룹 케야키자카46의 여덟 번째 싱글이다.

## 개요
전작 〈앰비벌런트〉에서 약 6개월만의 싱글이다.